# Pustkowie zwane pokojem
Pustkowie zwane pokojem (tyt. oryg. A Desolation Called Peace) – powieść fantastycznonaukowa autorstwa amerykańskiej pisarki Arkady Martine, drugi tom z cyklu Teixcalaan. Ukazała się w 2021 roku, w Polsce wydało ją wydawnictwo Zysk i s-ka w 2024 roku w tłumaczeniu Michała Jakuszewskiego. W 2022 książka zdobyła Nagrodę Hugo za najlepszą powieść oraz Nagrodę Locusa. 

## Fabuła
Opera kosmiczna z elementami kryminału. Konflikt w imperium Teixcalaan wygasł, na tronie zasiadła Dziewiętnaście Ciesak. Ale napięcie w imperium pozostało – zbliżające się statki obcej cywilizacji, które spowodowały rytualne samobójstwo poprzedniego cesarza, wciąż zagrażają. Dowódca jednej z imperialnych flot, Dziewięć Hibiskus, zostaje wysłana by opanować sytuację. Jednak z obcymi nie można się porozumieć, a żadna broń nie jest w stanie ich zniszczyć. Kapitan posyła po emisariuszkę, aby spróbować nawiązać kontakt z najeźdźcami. Przed tym trudnym zadaniem stają Mahit Dzmare i Trzy Trawa-Morska, które rozwiązały poprzedni problem.